# Dušan Vučko
Dušan Vučko, slovenski policist, pravnik in politik, * 22. november 1964.
Vučko je bil kot član LDS poslanec 3. državnega zbora Republike Slovenije.
Predhodno je bil: policist, pomočnik komandirja Policijske postaje Radovljica, inšpektor za posebne naloge na inšpektoratu policije pri Upravi za notranje zadeve Kranj, sekretar poslanske skupine LDS v DZ RS, tajnik in nato direktor občinske uprave Občine Bohinj, nadomestni član Državne volilne komisije (2004-2011), generalni direktor Direktorata za upravne notranje zadeve Ministrstva za notranje zadeve RS in od 9. avgusta 2011 do leta 2023 je bil direktor Državne volilne komisije.